# 143. Division
Die 143. Division sind folgende militärische Einheiten auf Ebene der Division:

## Infanterie-Divisionen
- 143. Division (Japanisches Kaiserreich), Küstenverteidigungsdivision, aufgestellt im Februar 1945
- 143. Division (Israel), kämpfte im Sechstagekrieg